# Румънски език
Румъ̀нският език (наричан и дакорумънски език, самоназвание: română [roˈmɨnə], букв. „румънски“, или românește [romɨˈneʃte], букв. „по румънски“, „като румънците“) е романски език, говорен от около 24 милиона души в Румъния, Молдова, Сърбия, Атон и други. Официален език е на Румъния, Република Молдова, автономната област Войводина и Европейския съюз.

## История
До средата на 18 век дедите на днешните румънци използват като официален език старобългарския и среднобългарския, а кирилицата – до средата на 19 век, когато по политически причини е въведена видоизменена латиница, въпреки изпитаното българско влияние в румънския език. До обединението на Влашко и Молдова единствената азбука в дунавските княжества е румънската кирилица. Старобългарският език под формата на т.нар. „църковнославянски език“ като литургичен (църковен) език се употребява в Румънската православна църква до началото на 20 век. И сега, в много издания на Румънската православна църква се употребява латиница изписана със старобългарски шрифт.
Според изследване, проведено от университета Ка Фоскари във Венеция (Università Ca' Foscari di Venezia) и италианското министерство на унивеситетите и научните изследвания (Ministero dell'Università e della Ricerca Scientifica), речниковият състав на съвременния румънски език съдържа около 90% елементи от латинския език, докато преди създаване на държавата Румъния през 1861 чрез обединението на двете княжество Влашко и Молдова, латинската лексика в писмения език е едва 20%, нещо обикновено за всички европейски езици, а останалите 80% са думи, заемки или производни преди всичко от български, по-малко новогръцки, унгарски, турски или албански.
Според друго изследване, съвременната румънска лексика съдържа 71,66% латински елементи (от които само 30,33% са собствени, а останалото е адаптация предимно на френски, латински и италиански думи или регионални, малко известни езици, като корсо и сарду), 14,17% славянски (български или руски) елементи, 3,91% собствени румънски словосъчетания, 2,71% думи с неясен произход, 2,47% немски думи, 1,7% новогръцки адаптации, 1,43% унгарски адаптации, 0,73% турски думи, а останалото е от дакийския език.

## Граматика
Румънският език, като продължител на езиците на народите на Влашко и Молдова, е просъществувал дълго време съвместно с останалите балкански езици (албански, български, гръцки) и споделя техните основни особености – балканизми, които го отличават от останалите романски езици. Най-голямо влияние е оказал българският език, поради непосредствената близост и административната и църковна принадлежност на днешната румънска територия към средновековната българска държава от времето на Аспарух до завладяването от османците.
Това са:
- задпоставена членна форма на съществителните имена;
- замяна на родителния падеж с дателен;
- сложна система от аналитични форми за бъдеще време;
- удвояване на прякото допълнение.

Румънският език притежава падежна система, изразена главно във формално отношение чрез склоняем задпоставен член, три рода: мъжки, женски и среден, пет падежа: именителен, родителен, дателен, винителен, звателен и сложна система за образуване на бъдеще време.
В това отношение се различава от останалите официални романски езици и техните регионални диалекти, по това, че именното му склонение се е изменило най-малко в сравнение с латинския. Това се дължи вероятно не само на изолираното му положение спрямо останалите романски езици, а преди всичко на влиянието на българския език, употребяван като официален административен и църковен език.

## Фонетични особености
По-важни отличителни черти на румънския език, различаващи го от латинския и другите романски езици, са:
- наличие на фонеми ă (= ъ), â, î (= ы), характерна за българския;
- наличие на двугласни ea, oa: ceară < лат. cera „восък“, soare < лат. sole „слънце“;
- „йекане“ в началото на думата: iarbă < лат. herba „трева“;
- ротацизъм на -l-: soare < лат. sole, sare < лат. sale „сол“;
- стремеж към палатализация (онебня̀ване): c + e/i = ч; g + e/i = дж; t + e/i =ц; d + i = z; s + i = ш; zi < dies „ден“; ţine < tenem „дръж“;
- преход на съчетанията ct, cs в pt, ps: opt < octo „осем“, coapsă < coxa „бедро“;
- лабиализация (оустня̀ване) на устнено-заднонебните qu, gu в p, b пред гласната а: apă < aqua „вода“, limbă < lingua „език“;
- изчезване на меко -l- между гласни;
- смесване на b и v.

Тези фонетични промени скриват понякога връзката между румънската дума и латинския ѝ първообраз, например zbura „летя“ < ex-volare „излитам“, in „лен“ < linum, bătrân „стар“ < veteranus.

## Речников състав и българско влияние
Румънският език е запазил първоначалното значение на много латински думи (някои от които са излезли от употреба в основните романски езици в Западна Европа), например alb „бял“ < albus „бял“ (формата за женски род alba е променила значението си в „зора“ в италиански и френски), agru „угар“ (диал.) < ager „поле“ (в останалите романски езици е книжовна заемка от латински в думи като аграрен, агрикултура и др.), rost „уста“ < rostrum „човка, уста“ (в испански думата е променила значението си в rostro „лице“), biserică „църква“ < basilica (в другите романски езици се употребяват производни на ecclesia).
Румънският език в своето развитие е претърпял силно влияние от страна на българския.
- Например румънските имена на числителни от 11 до 19 са копие на българските (unsprezece = единадесет – „един над десет“ и т.н.).
- Заети са някои производителни модели за образуване на думи с наставки: -ac (-ак), -aciu (-ец), -ca (-ка) и представки: ne- (не-).
- Около 30% от разговорната лексика (речников състав) на съвременния румънски език са заемки от българския и старобългарския (bolnav „болнав/болен“, vreme „време“, vidră „видра“, cleste „клещи“, gădil „гъдел“, gălăgia „глъч“, grijă „грижа“, dobitoc „добитък“, drâzneşti „дразня“, drojdia „дрожди“, jigneşti „да жегна“, vină „вина“, taina „тайна“, trebuie „трябва“, ştirbi „щърбав“, spovedanie „изповед“, ieftine „евтино“, izbăvi „избавям“, măgăriţa „магарица“, nevăstuica „невестулка“, oglinda „огледало“, obicei „обичай“, odih „отдих“, otrava „отрова“, primejdia „премеждие“, proroc „пророк“, pricina „причина“, pocăinţa „покаяние“, răsplata „разплата“, sfeşnice „свещник“, sfânt „свят“, sfârşit „свършек“, tutun „тютюн“, zid „зид“, muncă „работа“ (< мъка), a iubi „обичам“ (< любя), prieten „приятел“, ţara „държава“ (< царщина/царство)) и много др.
- Съществуват даже и заемки от прабългарския език, което говори за многовековното влияние на българската държавност върху земите и населението, приспадащи към днешна Румъния: pahar (пахар – „чаша“ на прабълг.)

От средата на 19 век са предприети държавни мероприятия за прочистване на езика от заемките от български, турски и унгарски език, като се заемат наготово италиански и френски думи, без да отговарят на фонетичните промени в румънския, например acvatic „воден“ < итал. aquatico, макар че румънският корен е apă „вода“ (< aqua) или direct < фр. directe „прав“, макар че на румънски коренът е drept „прав“ < directus.
Румънският език също е оказал влияние върху българския, особено по време на Възраждането, когато българската емиграция е развивала дейност главно в различни румънски градове. Благодарение на полунезависимия статут на влашките княжества от администрацията на Османската империя и по-свободните връзки със Западна Европа, много думи от западноевропейските езици, най-вече от френския, като официален дипломатически език, са преминали в българския през румънския. Заемки от западноевропейските езици през румънски в българския са например маса < masă, супа < supă, абонат < abonat и др.